# Lány légpuska a 2010. évi nyári ifjúsági olimpiai játékokon
A 2010. évi nyári ifjúsági olimpiai játékokon a sportlövészet lány (10 méteres) légpuska versenyszámát augusztus 25-én rendezték meg a Singapore Sports Schoolban. A selejtező 9:00-kor, a döntő 12:00-kor kezdődött.

## Selejtező
A selejtező első nyolc helyezettje jutott a döntőbe.
| H   | Név                    | Nemzet              | Sorozat | Sorozat | Sorozat | Sorozat | Összesen | X  | Sz   |
| H   | Név                    | Nemzet              | 1       | 2       | 3       | 4       | Összesen | X  | Sz   |
| --- | ---------------------- | ------------------- | ------- | ------- | ------- | ------- | -------- | -- | ---- |
| 1.  | Yvonne Schlotterbeck   | Németország (GER)   | 100     | 100     | 100     | 99      | 399      | 31 |      |
| 2.  | Dowon Go               | Dél-Korea (KOR)     | 99      | 98      | 100     | 100     | 397      | 32 |      |
| 2.  | Gabriela Vognarova     | Csehország (CZE)    | 99      | 98      | 100     | 100     | 397      | 32 |      |
| 4.  | Jasmin Mischler        | Svájc (SUI)         | 99      | 98      | 98      | 100     | 395      | 30 |      |
| 5.  | Tanja Perec            | Horvátország (CRO)  | 100     | 96      | 99      | 98      | 393      | 26 |      |
| 6.  | Shang Hui Carol Lee    | Szingapúr (SIN)     | 98      | 100     | 98      | 97      | 393      | 24 |      |
| 7.  | Neha Milind Sapte      | India (IND)         | 99      | 97      | 98      | 98      | 392      | 27 |      |
| 8.  | Hessah Alzayed         | Kuvait (KUW)        | 97      | 97      | 97      | 100     | 391      | 28 | 51.4 |
| 9.  | Jennifer Olry          | Franciaország (FRA) | 97      | 99      | 97      | 98      | 391      | 26 | 49.7 |
| 10. | Sadiya Sultana         | Banglades (BAN)     | 96      | 98      | 99      | 97      | 390      | 29 |      |
| 11. | Malin Westerheim       | Norvégia (NOR)      | 99      | 96      | 98      | 97      | 390      | 27 |      |
| 12. | Shen Li                | Kína (CHN)          | 98      | 97      | 99      | 96      | 390      | 26 |      |
| 13. | Jenna Mackenzie        | Új-Zéland (NZL)     | 97      | 97      | 98      | 96      | 388      | 25 |      |
| 14. | Szijj Katinka          | Magyarország (HUN)  | 94      | 99      | 100     | 95      | 388      | 20 |      |
| 15. | Bahya Mansour Al Hamad | Katar (QAT)         | 97      | 97      | 99      | 94      | 387      | 24 |      |
| 16. | Dina Elharouni         | Egyiptom (EGY)      | 96      | 96      | 96      | 98      | 386      | 22 |      |
| 17. | Isamar Guerrero        | Mexikó (MEX)        | 97      | 96      | 96      | 96      | 385      | 22 |      |
| 18. | Cornelia Enser         | Ausztria (AUT)      | 95      | 97      | 95      | 96      | 383      | 18 |      |
| 19. | Polymaria Velasquez    | Guatemala (GUA)     | 94      | 93      | 96      | 97      | 380      | 17 |      |
| 20. | Majduleen Milud        | Líbia (LBA)         | 91      | 91      | 87      | 89      | 358      | 4  |      |

## Döntő
| H     | Név                  | Nemzet             | Hozott pontok | Sorozat | Sorozat | Sorozat | Sorozat | Sorozat | Sorozat | Sorozat | Sorozat | Sorozat | Sorozat | E     | V     |
| H     | Név                  | Nemzet             | Hozott pontok | 1       | 2       | 3       | 4       | 5       | 6       | 7       | 8       | 9       | 10      | E     | V     |
| ----- | -------------------- | ------------------ | ------------- | ------- | ------- | ------- | ------- | ------- | ------- | ------- | ------- | ------- | ------- | ----- | ----- |
| Arany | Dowon Go             | Dél-Korea (KOR)    | 397           | 9.9     | 10.4    | 10.5    | 10.0    | 10.5    | 10.2    | 10.4    | 9.9     | 10.6    | 10.7    | 103.1 | 500.1 |
| Ezüst | Gabriela Vognarova   | Csehország (CZE)   | 397           | 9.9     | 10.0    | 9.5     | 9.9     | 10.6    | 10.1    | 10.5    | 10.3    | 10.0    | 10.8    | 101.6 | 498.6 |
| Bronz | Jasmin Mischler      | Svájc (SUI)        | 395           | 10.2    | 10.7    | 9.6     | 10.4    | 10.3    | 9.9     | 10.5    | 10.3    | 10.5    | 10.7    | 103.1 | 498.1 |
| 4.    | Yvonne Schlotterbeck | Németország (GER)  | 399           | 8.1     | 10.1    | 9.1     | 9.7     | 9.9     | 10.5    | 10.6    | 9.5     | 10.7    | 10.6    | 98.8  | 497.8 |
| 5.    | Neha Milind Sapte    | India (IND)        | 392           | 10.6    | 10.6    | 9.8     | 10.1    | 10.0    | 10.5    | 10.4    | 10.4    | 10.9    | 10.4    | 103.7 | 495.7 |
| 6.    | Tanja Perec          | Horvátország (CRO) | 393           | 10.3    | 10.6    | 10.2    | 9.8     | 9.3     | 10.2    | 10.0    | 9.8     | 10.5    | 10.5    | 101.2 | 494.2 |
| 7.    | Shang Hui Carol Lee  | Szingapúr (SIN)    | 393           | 10.1    | 9.9     | 9.8     | 10.3    | 10.4    | 9.7     | 9.4     | 10.1    | 10.1    | 10.4    | 100.2 | 493.2 |
| 8.    | Hessah Alzayed       | Kuvait (KUW)       | 391           | 10.3    | 9.7     | 9.9     | 10.5    | 10.6    | 10.3    | 9.4     | 10.5    | 10.6    | 9.9     | 101.7 | 492.7 |

## Fordítás
Ez a szócikk részben vagy egészben  a   Shooting at the 2010 Summer Youth Olympics – Girls' 10 metre air rifle című angol Wikipédia-szócikk fordításán alapul.  Az eredeti cikk szerkesztőit annak laptörténete sorolja fel. Ez a jelzés csupán a megfogalmazás eredetét és a szerzői jogokat jelzi, nem szolgál a cikkben szereplő információk forrásmegjelöléseként.